# Facteur de Debye-Waller
Le facteur de Debye-Waller (FDW), nommé d'après Peter Debye et Ivar Waller, est utilisé en physique du solide pour décrire l'atténuation liée à la diffraction des rayons X ou à la diffraction de neutrons provoquée par l'agitation thermique. Il est aussi appelé le facteur B ou facteur de température.
Le FDW est dépendant de q, la norme du vecteur de diffraction q. Pour une valeur de q donnée, FDW(q) donne la fraction de diffusion élastique ; 1-FDW(q) donne la fraction de diffusion inélastique. Lorsqu'on fait une étude de diffraction, seule la diffusion élastique est utile. Dans les cristaux, elle provoque l'apparition de pics de Bragg distincts.
L'apparition de diffusion inélastique est indésirable puisqu'elle provoque un bruit de fond diffus — sauf dans le cas où l'énergie des particules diffusées est analysée, auquel cas on peut avoir accès à d'autres informations (par exemple en diffraction inélastique des neutrons).
Si on pose l'hypothèse que l'agitation thermique dans le matériau étudié peut être décrite comme un oscillateur harmonique,
{\displaystyle FDW=e^{\displaystyle {\left(-\langle [\mathbf {q} \cdot \mathbf {u} (t)]^{2}\rangle \right)}}=e^{\displaystyle {\left(-q^{2}{\frac {\langle [\mathbf {u} (t)]^{2}\rangle }{3}}\right)}}}
avec :
- <...> la moyenne thermique ;
- u(t) le vecteur déplacement du site de diffraction en fonction du temps t.

## Travaux originels
- (de) DOI Peter Debye (1913). ''Interferenz von Röntgenstrahlen und Wärmebewegung''. ''Ann. d. Phys. '''348''': 49''.
- (de) DOI Ivar Waller (1923). ''Zur Frage der Einwirkung der Wärmebewegung auf die Interferenz von Röntgenstrahlen''. Z. Phys. '''17''': 398-408.